# Santa Fe Do Sul (flygplats i Brasilien)
Santa Fe Do Sul är en flygplats i Brasilien.   Den ligger i kommunen Santa Fé do Sul och delstaten São Paulo, i den södra delen av landet, 600 km sydväst om huvudstaden Brasília. Santa Fe Do Sul ligger 359 meter över havet.
Terrängen runt Santa Fe Do Sul är platt. Närmaste större samhälle är Santa Fé do Sul, 1,00 km nordost om Santa Fe Do Sul.
Omgivningarna runt Santa Fe Do Sul är en mosaik av jordbruksmark och naturlig växtlighet. Runt Santa Fe Do Sul är det ganska glesbefolkat, med 32 invånare per kvadratkilometer.